# Acropora exquisita
Acropora exquisita är en korallart som beskrevs av Nemenzo 1971. Acropora exquisita ingår i släktet Acropora och familjen Acroporidae. IUCN kategoriserar arten globalt som otillräckligt studerad. Inga underarter finns listade i Catalogue of Life.